# Světlý vrch
Der Světlý vrch (dt. wörtlich etwa heller Berg; sonst Friesberg) ist ein Berg im zentralen Teil des Riesengebirges in Tschechien.

## Lage
Der Friesberg liegt etwa 5 km südöstlich von Špindlerův Mlýn (Spindlermühle) auf Gemarkung der Gemeinde Strážné (Pommerndorf) und gehört zur geologischen Formation Krkonošské rozsochy, also zu den südlichen Zweigkämmen des Riesengebirges. Er ist der erste Gipfel eines Ausläufers des Zadní Planina (Plattenberg), mit dem er im Norden über einen flachen Sattel verbunden ist. 

### Nahegelegene Gipfel
| Stoh           |              | Zadní Planina |
| Přední planina | Kompass      | Lesní hora    |
| Přední Žalý    | Tetřeví vrch | Černá hora    |

## Hydrologie
An der Westseite des Sattels fließen mehrere kleine Bäche zusammen und bilden die Malé Labe (Kleine Elbe), einen linken Nebenfluss der Elbe. Der Westhang wird über den Arnoldova strouha (Arnold Graben), der Südosthang über den Zinneckerova strouha entwässert. Letzterer fließt in den Kotelsky potok, der bei Dolní Dvůr (Niederhof) ebenfalls in die Kleine Elbe mündet.

## Vegetation
Der Gipfel ist von Latschen bedeckt. Am Süd- und Westhang wurde der Wald bis auf wenige Fichten weitgehend abgeholzt. Am Osthang befindet sich die große Wiesen-Enklave Zadní Rennerovky (Hintere Rennerbauden), am Westhang die kleinere Friesovy Boudy (Friesbauden) mit einer für Bergweiden typischen Pflanzenwelt.

## Tourismus
Auf beiden Almen – eine im Alpenraum gebräuchliche Bezeichnung für Wiesen-Enklave – befinden sich Bergbauden – also Berghütten nach alpiner Sprachregelung. Hier wird für das leibliche Wohl der Wanderer gesorgt. In der Nähe des Sattels zum Zadní Planina steht außerdem auf einer Höhe von 1345 Metern  die Chalupa na Rozcesti (Hütte an der Wegscheide), die wegen der großen Beliebtheit bei deutschen Touristen auch "Potsdamer Platz" genannt wird. Von hier führen Wanderwege in alle Richtungen und machen den Ort zu einer der bekanntesten Wegkreuzungen des Riesengebirges.

▬ Einer roten Markierung folgend führt am Ost-Hang des Friesbergs ein befestigter Weg von der Luční bouda (Wiesenbaude) nach Vrchlabí (Hohenelbe).

▬ Ein Weg mit einem gelben Wegzeichen verbindet die hoch gelegenen Klínové Boudy (Keilbauden) mit Dolní Dvůr im Tal.

▬ Ein Wanderweg mit blauer Markierung schlängelt sich über Serpentinen hinunter nach Špindlerův Mlýn (Spindlermühle).

▬ Grün gekennzeichnet geht ein weiterer Wanderweg, vorbei an den Arealen von Dvorské boudy (Hofbauden) und Friesbauden nach Strážné.